# روز جهانی رقص

روز جهانی رقص یک جشن جهانی رقص است که توسط کمیته رقص مؤسسه بین‌المللی تئاتر (ITI)، همکار اصلی هنرهای نمایشی یونسکو ایجاد شده‌است. این رویداد هر ساله در ۲۹ آوریل، یعنی سالگرد تولد ژان ژرژ نووره (۱۸۱۰–۱۷۲۷)، خالق باله مدرن برگزار می‌شود. در این روز تلاش می‌شود تا از طریق رویدادها و جشنواره‌هایی که در سراسر جهان برگزار می‌شود مشارکت و آموزش رقص را تشویق کند. یونسکو رسماً ITI را به عنوان سازندگان و برگزار کننده این رویداد به رسمیت می‌شناسد. هدف از این نام‌گذاری ارج نهادن به رقص به عنوان زبانی جهانی است؛ زبانی که انسان‌ها را در صلح و دوستی به هم نزدیک می‌کند.

## درباره
همه ساله، از زمان ایجاد آن در سال ۱۹۸۲، یک شخصیت رقص برجسته برای نوشتن پیام برای روز جهانی رقص انتخاب می‌شود. ITI همچنین یک رویداد پرچمدار را در یک شهر میزبان منتخب ایجاد می‌کند، که در آن اجراهای رقص، کارگاه‌های آموزشی، پروژه‌های بشردوستانه و سخنرانی‌های انجام شده توسط سفیرها، مقامات، شخصیت‌های رقص و پیام برگزیده نویسنده برای آن سال برگزار می‌شود.
این روز برای کسانی که می‌توانند ارزش و اهمیت هنر رقص هنری را ببینند، جشن می‌گیرند و به عنوان یک بیدارکننده برای دولت‌ها، سیاستمداران و نهادهایی عمل می‌کنند که هنوز ارزش آن را برای مردم نشناخته‌اند.

## نویسندگان پیام
لیست نویسندگان پیام گذشته:
| سال  | نویسنده پیام(ها)                        | ملیت                    |
| ---- | --------------------------------------- | ----------------------- |
| ۲۰۱۷ | تریشا براون                             | ایالات متحده آمریکا     |
| ۲۰۱۶ | لمی پونیفاسیو                           | ساموآ و نیوزیلند        |
| ۲۰۱۵ | اسرائیل گالوین                          | اسپانیایی               |
| ۲۰۱۴ | مراد مرزوکی                             | فرانسوی                 |
| ۲۰۱۳ | لین هواوی-دقیقه                         | چین تایپه               |
| ۲۰۱۲ | سیدی لربی چرکوی                         | بلژیک                   |
| ۲۰۱۱ | آن ترزا دی کرزماکر                      | بلژیک                   |
| ۲۰۱۰ | جولیو بوکا                              | آرژانتین                |
| ۲۰۰۹ | اکرم خان (رقصنده)                       | انگلستان                |
| ۲۰۰۸ | گلادیس آگولاس                           | آفریقای جنوبی           |
| ۲۰۰۷ | ساشا والتز                              | آلمان                   |
| ۲۰۰۶ | نورودوم سیامونی                         | کامبوج                  |
| ۲۰۰۵ | میاکو یوشیدا                            | ژاپن                    |
| ۲۰۰۴ | استفان پیج                              | استرالیا                |
| ۲۰۰۳ | ماتس اک                                 | سوئد                    |
| ۲۰۰۲ | کاترین دونام                            | ایالات متحده            |
| ۲۰۰۱ | ویلیام فورسیته (طنز پرداز)              | ایالات متحده            |
| ۲۰۰۰ | آلیشیا آلونسو، جی کیلیان و سیریل لکوئور | کوبا، روسیه و فرانسه    |
| ۱۹۹۹ | محمود ردا                               | مصر                     |
| ۱۹۹۸ | کازوئو اونو                             | ژاپن                    |
| ۱۹۹۷ | موریس بیارت                             | فرانسه                  |
| ۱۹۹۶ | مایا پلیستکایا                          | روسیه                   |
| ۱۹۹۵ | موری لوئیس                              | ایالات متحده            |
| ۱۹۹۴ | دای آلیان                               | چین و ترینیداد و توباگو |
| ۱۹۹۳ | مگوی مارین                              | فرانسه                  |
| ۱۹۹۲ | Germaine Acogny                         | بنین و سنگال            |
| ۱۹۹۱ | هانس وان مانن                           | هلند                    |
| ۱۹۹۰ | Merce Cunningham                        | ایالات متحده            |
| ۱۹۸۹ | دوریس لاین                              | فنلاند                  |
| ۱۹۸۸ | رابین هوارد                             | انگلستان                |
| ۱۹۸۷ | کمیته رقص ITI                           | بین‌المللی               |
| ۱۹۸۶ | چتنا جلان                               | هند                     |
| ۱۹۸۵ | رابرت جفری                              | ایالات متحده            |
| ۱۹۸۴ | یوری گریگروویچ                          | روسیه                   |
| ۱۹۸۳ | نویسنده پیام نیست                       | N / A                   |
| ۱۹۸۲ | هنریک نوبوئر                            | اسلوونی                 |